# Feltriidae
Feltriidae zijn  een familie van mijten. Bij de familie is één geslacht met circa 115 soorten ingedeeld.